# Azzano Decimo
Azzano Decimo – miejscowość i gmina we Włoszech, w regionie Friuli-Wenecja Julijska, w prowincji Pordenone.
Według danych na rok 2004 gminę zamieszkiwały 12 882 osoby, 252,6 os./km².